# Ralph Capone
Pour les articles homonymes, voir Capone.
Ralph "Bouteilles" Capone, Sr., (né le 12 janvier 1894, mort le 22 novembre 1974) était un gangster de Chicago et un frère aîné d'Al Capone.
Ralph Capone a obtenu le surnom « Bouteilles » (« Bottles » en anglais) non pas par son implication dans la contrebande de l'empire Capone, mais dans sa fonction légitime de la commercialisation de boisson non alcoolisée et d'opérations d'embouteillage à Chicago. La tradition familiale laisse aussi entendre que le surnom lui a été donné, en raison de sa pression sur le législateur, pour faire passer dans l'Illinois une loi, afin que les entreprises d'embouteillage de lait n'aient plus l'obligation d'inscrire sur la bouteille la date de la mise en bouteille. Il était surtout connu pour avoir été nommé l'« Ennemi Public n°3 » lorsque son frère Al, était l'« Ennemi Public n°1 ».